# Mistrovství Evropy v atletice do 23 let 1999

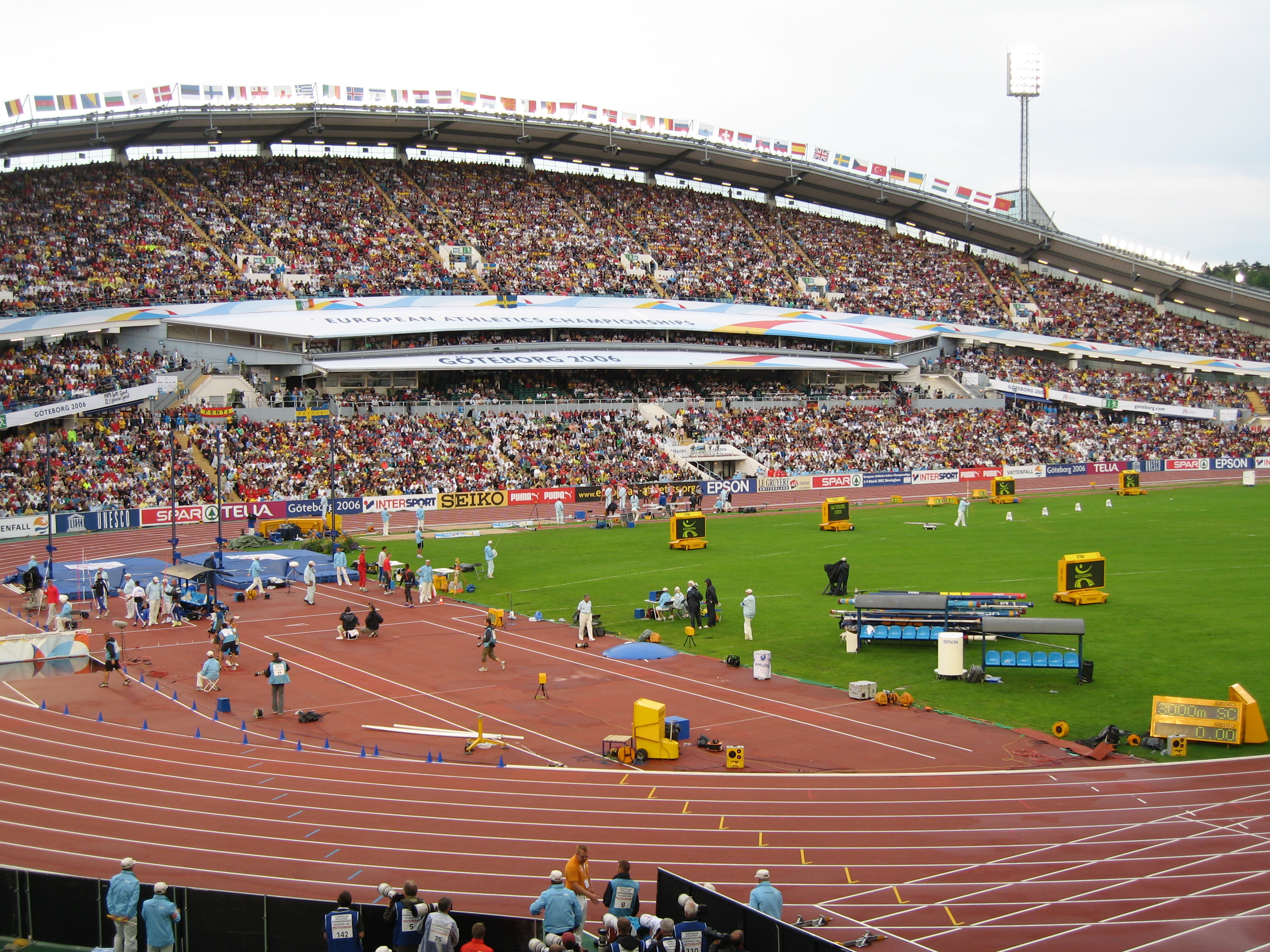
Stadion Ullevi během ME v atletice 2006

2. mistrovství Evropy v atletice do 23 let se uskutečnilo ve dnech 29. července – 1. srpna 1999 na stadionu Ullevi ve švédském Göteborgu. Na programu bylo dohromady 43 disciplín (22 mužských a 21 ženských).
Nejúspěšnějším atletem se stal britský sprinter Christian Malcolm, který vybojoval kompletní medailovou sbírku. Tři cenné kovy získal také německý sprinter Stefan Holz, který vybojoval jednu zlatou (4×400 m) a dvě bronzové medaile (200 m, 4×100 m).

## Medailisté

### Muži
| Disciplína      | Zlato                                                                               | Stříbro                                                                       | Bronz                                                                             |
| 100 m           | Hristoforos Hoidis 10,19                                                            | Marcin Nowak 10,28                                                            | Christian Malcolm 10,28                                                           |
| 200 m           | John Ertzgaard 20,47                                                                | Christian Malcolm 20,47                                                       | Stefan Holz 20,69                                                                 |
| 400 m           | Piotr Haczek 45,78                                                                  | Zsolt Szeglet 46,09                                                           | Marc Raquil 46,18                                                                 |
| 800 m           | Nils Schumann 1:45,21                                                               | James Nolan 1:46,94                                                           | Paweł Czapiewski 1:46,98                                                          |
| 1500 m          | Rui Silva 3:44,29                                                                   | Gert-Jan Liefers 3:44,60                                                      | Mehdi Baala 3:45,41                                                               |
| 5000 m          | Yousef El Nasri 13:30,48                                                            | Marius Bakken 13:31,53                                                        | Marco Mazza 13:47,17                                                              |
| 10 000 m        | Marco Mazza 28:39,29                                                                | Janne Holmén 28:40,87                                                         | Ovidiu Tat 29:26,31                                                               |
| 110 m př.       | Tomasz Ścigaczewski 13,36                                                           | Staņislavs Olijars 13,55                                                      | Jan Schindzielorz 13,71                                                           |
| 400 m př.       | Thomas Goller 49,67                                                                 | Boris Gorban 49,94                                                            | Periklis Iakovakis 49,97                                                          |
| 3000 m př.      | Günther Weidlinger 8:30,34                                                          | Gael Pencreach 8:35,60                                                        | Antonio David Jiménez 8:37,29                                                     |
| Štafeta 4×100 m | Spojené království 38,96 Christian Malcolm Jamie Henthorn John Stewart Mark Findlay | Francie 39,14 Jérôme Éyana Frédéric Krantz Cédric Gold Dalg David Patros      | Německo 39,69 Alexander Kosenkow Stefan Holz Michael Schäfer Falk Schrader        |
| Štafeta 4×400 m | Německo 3:02,96 Sebastian Debnar-Daumler Thomas Goller Nils Schumann Stefan Holz    | Polsko 3:03,22 Michał Węglarski Piotr Długosielski Mariusz Bizoń Piotr Haczek | Spojené království 3:03,58 Geoff Dearman Matthew Elias Peter Brend David Naismith |
| Chůze na 20 km  | David Márquez 1.23:42                                                               | Semjon Lovkin 1.24:04                                                         | Alfio Corsaro 1.24:25                                                             |
| Skok do výšky   | Ben Challenger 2,30 m                                                               | Andrij Sokolovskyj 2,28 m                                                     | Javier Bermejo 2,22 m                                                             |
| Skok o tyči     | Romain Mesnil 5,93 m                                                                | Lars Börgeling 5,80 m                                                         | Vasilij Gorškov 5,60 m                                                            |
| Skok daleký     | Yago Lamela 8,36 m                                                                  | Vitalij Škurlatov 8,02 m                                                      | Nathan Morgan 7,99 m                                                              |
| Trojskok        | Ionuţ Pungă 16,73 m                                                                 | Colomba Fofana 16,57 m                                                        | Vasil Gergov 16,53 m                                                              |
| Vrh koulí       | Mikuláš Konopka 19,60 m                                                             | Joachim Olsen 19,50 m                                                         | Jarkko Haukijärvi 19,15 m                                                         |
| Hod diskem      | Alexandr Malaševič 63,78 m                                                          | Roland Varga 61,99 m                                                          | Mario Pestano 61,73 m                                                             |
| Hod kladivem    | Vladyslav Piskunov 76,26 m                                                          | András Haklits 73,73 m                                                        | Maciej Pałyszko 73,50 m                                                           |
| Hod oštěpem     | Harri Haatainen 83,02 m                                                             | Ville Räsänen 78,36 m                                                         | Mark Frank 77,62 m                                                                |
| Desetiboj       | Attila Zsivóczky 8 379 bodů                                                         | Boris Kawohl 7 815 bodů                                                       | Dmitrij Ivanov 7 787 bodů                                                         |

### Ženy
| Disciplína      | Zlato                                                                                      | Stříbro                                                                             | Bronz                                                                                       |
| 100 m           | Manuela Levoratová 11,26                                                                   | Olena Pastušenková 11,33                                                            | Kim Gevaertová 11,39                                                                        |
| 200 m           | Manuela Levoratová 22,68                                                                   | Muriel Hurtisová 22,85                                                              | Sabrina Mulrainová 22,85                                                                    |
| 400 m           | Otilia Ruicuová 51,93                                                                      | Jitka Burianová 52,01                                                               | Grażyna Prokopeková 52,28                                                                   |
| 800 m           | Claudia Gesellová 2:03,05                                                                  | Irina Krakoviaková 2:04,08                                                          | Laetitia Valdonadová 2:04,20                                                                |
| 1500 m          | Lidia Chojecká 4:07,86                                                                     | Jelena Zadorožná 4:09,03                                                            | Anca Saftová 4:09,78                                                                        |
| 5000 m          | Katalin Szentgyörgyová 15:18,80                                                            | Cristina Ilocová 15:22,64                                                           | Olivera Jevtićová 15:24,83                                                                  |
| 10 000 m        | Olivera Jevtićová 32:37,59                                                                 | Rosaria Consoleová 33:05,77                                                         | Patricia Arribasová 33:23,01                                                                |
| 100 m př.       | Agnieszka Karaczunová 13,32                                                                | Julie Prattová 13,40                                                                | Éva Miklósová 13,40                                                                         |
| 400 m př.       | Tasha Danversová 56,00                                                                     | Ulrike Urbansky 56,08                                                               | Anika Ahrensová 57,34                                                                       |
| Štafeta 4×100 m | Francie 43,39 Nadine Mahobahová Muriel Hurtisová Fabe Diová Doris Deruelová                | Německo 43,53 Alice Reussová Marion Wagnerová Esther Möllerová Sabrina Mulrainová   | Polsko 44,47 Monika Długa Irena Sznajderová Agnieszka Rysiukiewiczová Magdalena Haszczycová |
| Štafeta 4×400 m | Rusko 3:29,04 Taťjana Levinová Irina Jemeljanovová Marina Grišakovová Světlana Pospelovová | Německo 3:29,37 Nicole Marahrensová Anika Ahrensová Ulrike Urbansky Claudia Marxová | Rumunsko 3:31,71 Ramona Popoviciová Anca Saftová Andrea Burlacuová Otilia Ruicuová          |
| Chůze na 20 km  | Claudia Iovanová 1.33:17                                                                   | Ljudmila Deděkinová 1.34:02                                                         | Melanie Seegerová 1.34:17                                                                   |
| Skok do výšky   | Světlana Lapinová 1,98 m                                                                   | Amewu Mensahová 1,93 m                                                              | Linda Horvathová 1,93 m                                                                     |
| Skok o tyči     | Vala Flosadóttir 4,30 m                                                                    | Nastja Ryžichová 4,25 m                                                             | Dana Cervantesová 4,15 m                                                                    |
| Skok daleký     | Aurélie Felixová 6,85 m                                                                    | Inga Leiwesmeierová 6,64 m                                                          | Éva Miklósová 6,51 m                                                                        |
| Trojskok        | Cristina Nicolauová 14,70 m                                                                | Oxana Rogovová 14,65 m                                                              | Adelina Gavrilă 14,37 m                                                                     |
| Vrh koulí       | Jelena Ivaněnková 17,27 m                                                                  | Nadine Beckelová 17,15 m                                                            | Assunta Legnanteová 16,53 m                                                                 |
| Hod diskem      | Lacramioara Ionescuová 58,24 m                                                             | Nadine Beckelová 57,75 m                                                            | Věra Pospíšilová 56,65 m                                                                    |
| Hod kladivem    | Florence Ezehová 64,56 m                                                                   | Kirsten Münchowová 63,68 m                                                          | Manuela Priemerová 62,36 m                                                                  |
| Hod oštěpem     | Susan Mathiesová 57,64 m                                                                   | Tetjana Ljachovyčová 57,35 m                                                        | Veera Oksanenová 55,90 m                                                                    |
| Sedmiboj        | Natalja Roščupkinová 6 125 bodů                                                            | Jelena Prochorovová 6 011 bodů                                                      | Sonja Kesselschlägerová 5 832 bodů                                                          |

## Medailové pořadí
| Umístění | Stát               | Zlato | Stříbro | Bronz | Celkem |
| -------- | ------------------ | ----- | ------- | ----- | ------ |
| 1.       | Německo            | 5     | 11      | 9     | 25     |
| 2.       | Rumunsko           | 5     | 1       | 6     | 12     |
| 3.       | Francie            | 4     | 4       | 3     | 11     |
| 4.       | Polsko             | 4     | 2       | 4     | 10     |
| 5.       | Rusko              | 3     | 7       | 2     | 12     |
| 6.       | Spojené království | 3     | 3       | 2     | 8      |
| 7.       | Itálie             | 3     | 1       | 3     | 7      |
| 8.       | Španělsko          | 3     | 0       | 5     | 8      |
| 9.       | Maďarsko           | 2     | 2       | 0     | 4      |
| 10.      | Bělorusko          | 2     | 0       | 0     | 2      |
| 11.      | Ukrajina           | 1     | 3       | 0     | 4      |
| 12.      | Finsko             | 1     | 2       | 2     | 5      |
| 13.      | Norsko             | 1     | 1       | 0     | 2      |
| 14.      | Jugoslávie         | 1     | 0       | 1     | 2      |
| 14.      | Rakousko           | 1     | 0       | 1     | 2      |
| 14.      | Řecko              | 1     | 0       | 1     | 2      |
| 17.      | Island             | 1     | 0       | 0     | 1      |
| 17.      | Portugalsko        | 1     | 0       | 0     | 1      |
| 17.      | Slovensko          | 1     | 0       | 0     | 1      |
| 20.      | Česko              | 0     | 1       | 1     | 2      |
| 21.      | Dánsko             | 0     | 1       | 0     | 1      |
| 21.      | Chorvatsko         | 0     | 1       | 0     | 1      |
| 21.      | Irsko              | 0     | 1       | 0     | 1      |
| 21.      | Litva              | 0     | 1       | 0     | 1      |
| 21.      | Lotyšsko           | 0     | 1       | 0     | 1      |
| 21.      | Nizozemsko         | 0     | 1       | 0     | 1      |
| 27.      | Belgie             | 0     | 0       | 1     | 1      |
| 27.      | Bulharsko          | 0     | 0       | 1     | 1      |